# Meinacos
Os Meinacos ou Mehináku são um grupo indígena que habita a margem esquerda do rio Curisevo, formador do rio Xingu, no estado brasileiro do Mato Grosso, mais precisamente o sul do Parque Indígena do Xingu.

## Aldeias
As aldeias Mehináku são:
- Uyaipiyuku (15 casas e 110 pessoas)
- Utawana (11 casas e 101 pessoas): A aldeia é liderada pelo cacique Tukuyari.
- Kaupüna (fundado em 2014; 8 casas e aproximadamente 85 pessoas): A aldeia está localizada a cerca de 1 hora de carro de Utawana e é liderada pelo cacique Yahati (Felipe 2020: 33).
- Aturua (fundado em 2012; 2 casas e 17 pessoas): A aldeia está situada às margens do rio Tuatuari é liderada pelo cacique e pajé Munain (Felipe 2020: 37).

Alguns Mehinákus também vivem na aldeia e Posto de Vigilância (PIV) de Kurisevo (com 2 casas e 37 pessoas), e na cidade de Canarana (MT).

## Pessoas notáveis
- Mutuá Mehinaku